# Anneke Grönloh
Louise Johanna Grönloh, dite Anneke Grönloh (née  le 7 juin 1942 à Tondano à Célèbes dans les Indes orientales néerlandaises, aujourd'hui l'Indonésie et morte le 14 septembre 2018 à Villapourçon dans la Nièvre,), est une chanteuse néerlandaise. En 2000, elle est élue chanteuse du siècle, et, en 2008, icône des sixties.

## Biographie

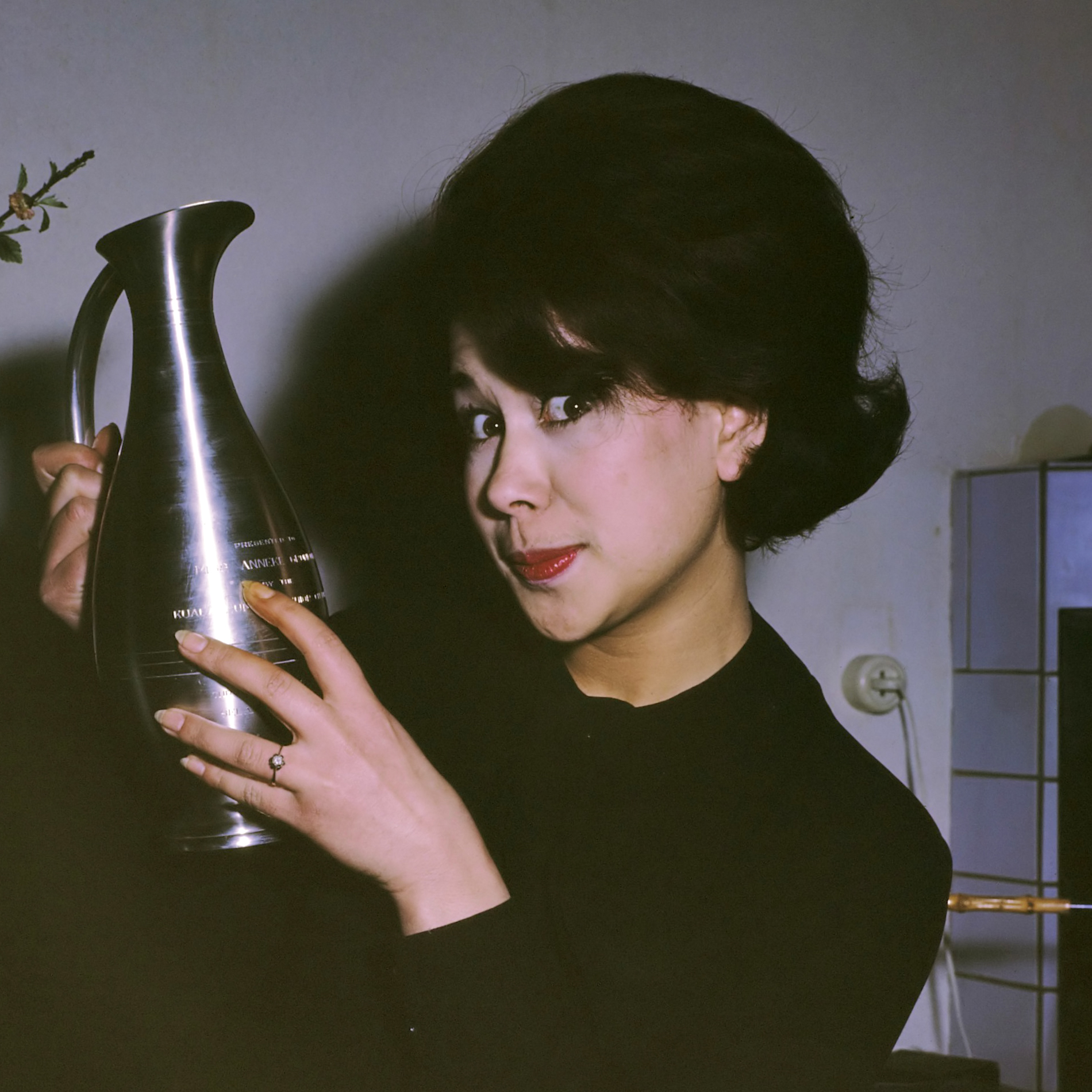
Anneke Grönloh vers 1962.

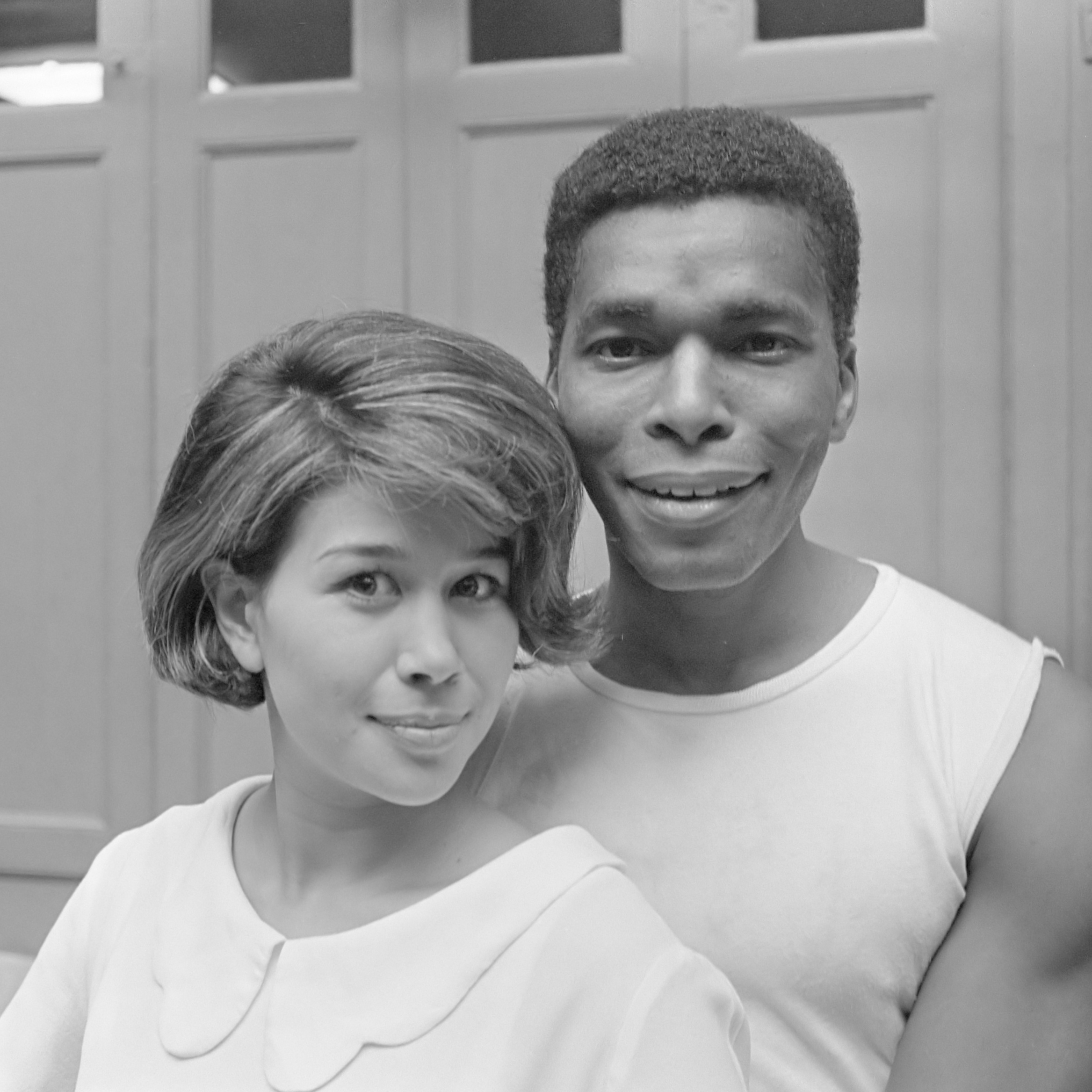
Anneke Grönloh et Donald Jones (1965) dans Snip et Snap.

Anneke Grönloh vit ses premières années dans les Indes orientales néerlandaises, alors occupées par le Japon, qui y a établi des camps d'internement où son père a déjà été interné. Après la guerre, elle part s'installer aux Pays-Bas avec sa famille à bord du Willem Ruys.
En 1962, elle fait partie de la Coupe d'Europe du tour de chant et, en 1964, elle participe au Concours Eurovision de la chanson.
Pendant les années 1960, elle a plusieurs tubes : Brandend zand (nl) (écrite par deux Allemands qui faisaient du schlager), Paradiso, Soerabaja et Cimeroni.
Avec le Keroncong, ukulélé indonésien, Anneke Grönloh a aussi interprété des chants traditionnels comme le Bengawan Solo ou le Nina Bobo (nl).
Elle passe quelques années en France, où elle tient un petit café à Arleuf, Le petit Pêcheur.